# Антоний (Плэмэдялэ)
Митрополи́т Анто́ний (рум. Mitropolitul Antonie в миру Леони́д Плэмэдя́лэ, рум. Leonida Plămădeală, 17 ноября 1926, село Столничены, Бессарабия (ныне Хынчештский район, Молдавия) — 29 августа 2005, Сибиу, Румыния) — епископ Румынской православной церкви, архиепископ Сибиуский, митрополит Трансильванский.
Румынский богослов, философ культуры, историк, писатель и эссеист, один из крупнейших румынских религиозных писателей XX века. Автор нескольких десятков монографий, посвященных богословским и церковно-историческим проблемам. Он также издал ряд ценных документов по новейшей истории Румынской Православной Церкви. Автор многочисленных статей в румынской и зарубежной периодической печати.

## Биография
Родился в многодетной семье Василия и Елизаветы Плэмэдялэ. В родном селе окончил начальную школу.
В 1937 году, как вспоминал будущий владыка, «повинуясь внутреннему побуждению и последовав советам родителей», поступил в Духовную семинарию «Гавриил Бэнулеску-Бодони» в Кишинёве.
В 1940 году, с установлением советской власти в Бессарабии, занятия в семинарии были прекращены. Молодой семинарист, учившийся на 3-м курсе, был вынужден перейти в кишинёвское Педагогическое училище. Спустя год началась война, в город вошли части румынской армии, и он получил возможность продолжить обучение во вновь открывшейся семинарии.
В 1944 году линия фронта приблизилась к Кишинёву, и вся семья Плэмэдялэ эвакуировалась в Румынию в Ишалницу, близ Крайовы. Осенью этого же года юноша поступает в духовную семинарию «Митрополит Нифонт» в Бухаресте, оканчивает её в числе первых учеников в 1945 году и осенью приступает к учебе на Богословском факультете Бухарестского университета, одновременно слушая курс лекций на филологическо-философском факультете.
В 1948 году из-за участия в студенческой антикоммунистической организации под угрозой преследования со стороны властей ему пришлось оставить университет и перебраться в Бая-Маре. В конце учебного 1948—1949 года в Богословском институте Клужа он защищает дипломную работу и закачивает высшее богословское образование.
На решение будущего владыки стать иноком решающее влияние оказали поэт и монах Санду Тудор из монастыря Антим в Бухаресте и иеромонах и духовник Арсений (Бока) из Монастыря Брынковяну в Сымбатэ-де-Сус.
6 августа 1949 года епископ Арадский Андрей (Маджеру) рукополагает его во диакона.
14 сентября (праздник Воздвижения по новому стилю) в Монастыре Прислоп (Арадская епархия) пострижен в монашество с наречением именем Антоний.
В это время новопостриженный иеродиакон был заочно осужден военным трибуналом в Бухаресте и приговорен к семи годам тюремного заключения и лишению гражданских прав на пять лет по обвинению в подрыве безопасности государства. Дальнейшее пребывание в монастыре стало невозможным, Антонию пришлось сначала скрываться в Бухаресте, затем в различных монастырях. В Драгомирне он исполнял послушание в монастырском архиве. Приводя в порядок архив, обнаружил там ценные документы эпохи Стефана Великого и бумаги, принадлежавшие ктитору монастыря Анастасию Кримке.
В августе 1953 года Антоний был рукоположён во иеромонаха.
В августе 1954 года в Яссах был арестован и, пройдя через ясскую и бухарестскую тюрьмы, отправлен в Жилаву, где провёл в заключении год и восемь месяцев. В 1956 году получил помилование. Время, проведенное в застенках, нашло отражение в автобиографическом романе владыки «Три часа в аду», опубликованном в 1970 году.
В 1956 году поступил на магистерские курсы в Богословском институте в Бухаресте, но в 1959 году под давлением властей отчислен с курсов и лишён монашеского и священнического сана.
Некоторое время был безработным, перебиваясь случайными заработками, пока в 1961 году не устроился с большим трудом на завод пластмасс в Бухаресте, на котором трудился в течение нескольких лет, пройдя путь от простого рабочего до оператора производства.
События «Пражской весны» 1968 года повлияли на политическую обстановку в Румынии. Иеромонах Антоний был восстановлен в клире Румынской православной церкви. Патриарху Юстиниану (Марине) удалось направить его на учебу в Англию в Хейтроп-колледж. Здесь в 1970 году он защитил докторскую диссертацию, посвящённую православному учению о «Церкви служащей». Во время пребывания заграницей принимал участие во многих экуменических встречах, симпозиумах и конференциях в Испании, Бельгии, Франции.
По возвращении в Румынию Священный Синод выбрал его 15 декабря 1970 года викарием Патриарха Румынского, и 27 декабря он был хиротонисан во епископа с титулом «Плоештский», несмотря на то, что со стороны властей чинились всяческие препятствия. Возглавил Отдел внешних церковных связей и Комиссию по церковному искусству.
В сентябре 1971 года назначен ректором Богословского Института бухарестского Университета, исполнял свои обязанности в течение двух лет. Был также секретарём Священного Синода.
В 1972 году защитил в Богословском институте докторскую диссертацию «„Церковь служащая“ в Священном Писании, Священном Предании и современном богословии». Его научным руководителем был отец Димитрий Стэнилоаэ. В качестве председателя Отдела внешних церковных связей участвовал в V, VI и VII ассамблеях Конференции европейских церквей.
С 1971 года состоял членом Межправославной комиссии по подготовке Всеправославного Собора. В 1972 году возглавил делегацию Румынской Православной Церкви в Рим для встречи с Папой Павлом VI. С 1975 года принимал участие в работе Всемирного Совета Церквей, будучи избран в центральный комитет этой организации.
9 декабря 1979 года выбран епископом Бузэуским, 13 января 1980 года состоялась его интронизация.
10 января 1982 года решением Церковной избирательной коллегии избран архиепископом Сибиуским и митрополитом Трансильванским. 7 февраля того же года состоялась торжественная интронизация.
Удостоен звания почетного члена Академии наук Румынии (1992) и Академии наук Республики Молдова (1992). Звание Doctor Honoris Causa было ему присвоено Теологическим факультетом Прешова (Словакия) и Университетом «Лукиан Блага» в Сибиу.
В 2000 года стал почётным гражданином города Сибиу.
Румынская Ассоциация материального, культурного и исторического наследия в марте 2005 года присудила ему «Большую премию».